# Трезор (фильм)
Трезор — французский фильм 2009 года режиссёра Клода Берри. Из-за состояния здоровья Берри ему помогал Франсуа Дюпейрон, который завершил съёмки после смерти режиссёра.
Фильм не добился ожидаемого успеха в кинотеатрах.

## Синопсис
Жан-Пьер и Натали влюблены четыре года. Чтобы отпраздновать этот день рождения, Жан-Пьер преподносит Натали неожиданный подарок — очаровательного трёхмесячного английского бульдога по кличке «Трезор» (Сокровище). Но очень быстро отношения между животным и Натали становятся слишком близкими, на что Жан-Пьер смотрит с огорчением.

## Техническое описание
- Заголовок : Трезор
- Авторы: Франсуа Дюпейрон и Клод Берри
- Технический советник : Франсуа Дюпейрон
- Сценарий: Клод Берри
- Диалоги : Клод Берри, Эрик Ассу
- Производство : Пате, Клод Берри для Hirsch Productions, Натали Реймс, Ричард Пезе
- Дистрибуция: Пате
- Музыка : Фредерик Боттон, Жан-Ив Д’Анджело
- Костюмы : Жаклин Бушар
- Продолжительность : 85 мин.
- Жанр : Комедия
- Дата выпуска :11 ноября 2009 года

## В ролях
- Матильда Сенье — Натали
- Ален Шаба — Жан-Пьер
- Фанни Ардан — Франсуаз Ланье
- Элен Венсан — мать Натали
- Изабель Нанти — Брижитт
- Стефан Фрейс — Фарбрис
- Бруно Пюцюлю — Бруно
- Марин Дельтерм — Флоранс
- Вероник Буланже — Стефани
- Маша Мериль — мадам Жирардо
- Жинетт Гарсини — дама
- Мари-Поль Белль — фармацевт
- Эрик Наггар — фармацевт
- Лорен Шпильфогель — продавец в зоомагазине
- Жан-Машиель Марти — ветеринар
- Эдуар Монтут — зритель на выставке
- Жиль Жанейран — Фредерик, механик
- Сесиль Буа — Вероник

## Критика
По мнению Джордана Минтцера из Variety, последний фильм покойного французского режиссера Клода Берри, «к сожалению, не стоит ни просмотра, ни воспоминаний». Сценарий «явно» предпочитает домашнее животное человеку, «а гэги исчерпываются на унылом фоне телесных жидкостей и дизайнерских спален». Télérama написала, что «печально», что последний фильм Клода Берри был «очень плохой комедией». Довольно глупая тема (моя жена, ее собака и я) потребовала «легкой постановки и невероятных актёров». Однако Матильда Сенье, которая казалась «естественной в невыносимой роли», столкнулась с «очень бледным Шаба». Пьер Вавассер из Le Parisien пишет, что только любители собак могут простить сценарию «отсутствие укуса».